# Primal Carnage
Primal Carnage – niezależna gra typu first-person shooter stworzona przez studio Lukewarm Media i wydana 29 października 2012 roku w usłudze Steam. W Primal Carnage gracze mogą wcielić się w przedstawiciela jednej z dwóch drużyn, ludzi lub dinozaurów. W każdej z drużyn dostępne jest 5 klas do wyboru. Gra dinozaurami ukazana jest z perspektywy trzeciej osoby. W grze można grać zarówno z ludźmi przez internet, jak i z botami. Gra współpracuje z 64-bitowymi systemami. Gra nie zostanie wydana na Linuksa z powodu zmiany silnika z Unigine na Unreal Engine.

## Drużyny

### Dinozaury
Obecnie jest 6 rodzajów dinozaurów, w które może się wcielić gracz. Są to: tyranozaur, raptor, dilofozaur, pteranodon, karnotaur oraz spinozaur (tylko w trybie gry „Get to the Chopper”).

### Ludzie
Dostępne klasy to: scientist (naukowiec), commando (komandos), pathfinder (tropiciel), trapper (łowca) i pyromaniac (piroman).